# Фрид, Норберт
Норберт Фрид (21 апреля 1913, Ческе-Будеёвице, Австро-Венгрия — 18 марта 1976, Прага, ЧССР) — чешский писатель, журналист и дипломат. Доктор наук (1945). Заслуженный художник ЧССР (1965).

## Биография
Родился в еврейской семье, сын мелкого торговца. После окончания гимназии, в 1932 году поступил на юридический факультет Карлова университета в Праге. В 1937 году продолжил обучение на факультете искусств и философии того же университета.
В 1939 году Н. Фрид представил диссертацию на тему «Происхождение чешского сюрреализма», но из-за начавшихся гонений евреев смог получить докторскую степень только в 1945 году. В середине 1930-х активно участвовал в культурной жизни Праги. Тесно сотрудничал с театром Э. Буриана.
С 1936 года — редактор и сценарист филиалов студий Metro-Goldwyn-Mayer и РКО Radiofilm.
В 1939 году, после аннексии Чехии Германией, Н. Фрид устроился архивариусом, а затем был вынужден стать простым чернорабочим. В ноябре 1942 года был отправлен оккупантами в Терезинское гетто. Осенью 1944 года был депортирован в Освенцим. Впоследствии, он был переведен в концлагерь Дахау. В апреле 1945 года ему удалось бежать из концлагеря. В Дахау он вернулся только вместе с американскими войсками. Участвовал, как переводчик, в допросах охранников лагеря и выступал свидетелем обвинения на судебном процессе.
В мае 1945 года вернулся в Прагу, занялся журналистикой и партийной работой. С 1947 года работал атташе по культуре в посольствах Чехословакии в Мексике и США (1948—1949). Много путешествовал по Италии, Югославии, странам Европы, Центральной и Латинской Америки, записывая свои путевые впечатления. Его перу принадлежат две книги о странах Латинской Америки: «Смеющаяся Гватемала» и «Мексика находится в Америке».
В 1951—1953 гг. — сотрудник Чехословацкого радио, одновременно официальный представитель Чехословакии при ЮНЕСКО.
С 1953 года Н. Фрид занялся писательской деятельностью. Автор романов, сборников рассказов, книг путевых заметок, репортажей

## Избранные произведения
- Divná píseň, 1946
- Črty a snímky z cest, 1952
- Mexiko je v Americe, 1952 (книга репортажей)
- Případ majora Hogana, 1952 (сборник рассказов)
- Studna supů, 1953
- Meč archandělů, 1954
- Usměvavá Guatemala, 1955 (книга репортажей)
- Mexická grafika, 1955
- Krabice živých, 1956 (роман)
- Mexické obrázky, 1958
- Tři malé ženy, 1963 (трилогия)
- Kat nepočká
- Živá socha
- Prales, 1965
- Vzorek bez ceny a pan biskup aneb Začátek posledních sto let, 1966
- Hedvábné starosti aneb Uprostřed posledních sto let, 1968
- Lahvová pošta aneb Konec posledních sto let, 1971
- Císařovna, 1972 (роман)
- Almara plná povídaček, 1973
- Rukama nevinnosti, 1974
- Oživení v sále, 1976
- Tři nepatrní muži, 1978,
- Pan Lučavka,
- Sloup vody
- Rukama nevinnosti